# Ferula tadshikorum
Ferula tadshikorum là một loài thực vật có hoa trong họ Hoa tán. Loài này được Pimenov mô tả khoa học đầu tiên năm 1974.